# Tratto di Pietralunga del Fiume Simeto
Tratto di Pietralunga del Fiume Simeto este o arie protejată (arie specială de conservare — SAC, sit de importanță comunitară — SCI) din Italia întinsă pe o suprafață de 748 ha, integral pe uscat.

## Localizare
Centrul sitului Tratto di Pietralunga del Fiume Simeto este situat la coordonatele 37°33′59″N 14°50′42″E / 37.566379°N 14.844915°E.

## Înființare
Situl Tratto di Pietralunga del Fiume Simeto a fost declarat sit de importanță comunitară în septembrie 1995 pentru a proteja 24 de specii de animale. Situl a fost protejat și ca arie specială de conservare în decembrie 2015.

## Biodiversitate
Situată în ecoregiunea mediteraneană, aria protejată conține 9 habitate naturale: Râuri mediteraneene cu debit intermitent, cu specii de Paspalo-Agrostidion, Galerii și tufărișuri riverane sudice (Nerio-Tamaricetea și Securinegion tinctoriae), Pante stâncoase calcaroase cu vegetație casmofită, Cursuri de apă de la nivel de câmpie la nivel montan, cu vegetație Ranunculion fluitantis și Callitricho-Batrachion, Tufărișuri halo-nitrofile (Pegano-Salsoletea), Păduri de stejar alb estice, Pseudostepă cu ierburi și specii anuale de Thero-Brachypodietea, Galerii de Salix alba și de Populus alba, Râuri mediteraneene cu debit permanent cu specii de Paspalo-Agrostidion și galerii riverane de Salix și de Populus alba.
La baza desemnării sitului se află mai multe specii protejate:
- păsări (23): privighetoare-de-baltă (Acrocephalus melanopogon), egretă mare (Ardea alba), stârc roșu (Ardea purpurea), stârc galben (Ardeola ralloides), rață roșie (Aythya nyroca), bătăuș (Calidris pugnax), chirichița cu obraz alb (Chlidonias hybrida), chirighiță neagră (Chlidonias niger), barză albă (Ciconia ciconia), erete de stuf (Circus aeruginosus), erete cenușiu (Circus pygargus), egretă mică (Egretta garzetta), Falco biarmicus, găinușă de baltă (Gallinula chloropus), pescăriță râzătoare (Gelochelidon nilotica), acvilă pitică (Hieraaetus pennatus), piciorong (Himantopus himantopus), stârc pitic (Ixobrychus minutus), stârc de noapte (Nycticorax nycticorax), lopătar (Platalea leucorodia), țigănuș (Plegadis falcinellus), Porphyrio porphyrio porphyrio, fluierar de mlaștină (Tringa glareola)
- pești (1): Rutilus rubilio

Pe lângă speciile protejate, pe teritoriul sitului au mai fost identificate 7 specii de plante, 4 specii de păsări, 3 specii de amfibieni, 1 specie de mamifere, 60 de specii de nevertebrate, 6 specii de reptile.